# Задня Померанія

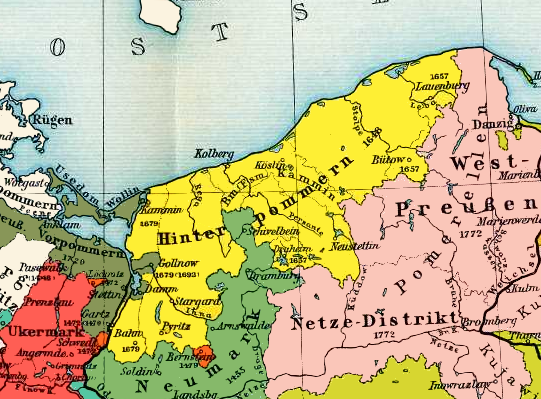
Задня Померанія (жовтий колір)

Задня Померанія (пол. Pomorze Tylne; нім. Hinterpommern, Ostpommern) —  субрегіон історичного регіону Померанія на північному заході Польщі, переважно в межах Західнопоморського воєводства, тоді як його найсхідніші частини знаходяться в межах Поморського воєводства.
Це частина Померанії, яка складала східну частину герцогства, а пізніше провінції Померанія та простягалася приблизно від річки Одер на заході до Помералії на сході. Польський термін Pomorze Zachodnie («Західна Померанія») розмовно використовується в сучасній Польщі як синонім Західнопоморського воєводства, кордони якого не збігаються з історичними; у польському історичному вжитку термін застосовувався до всіх територій на захід від Померелії (тобто до всієї Померанії).
Задня Померанія виникла як складова Померанського герцогства під час поділу 1532 року, тоді відомого як Померанія-Штеттін і та містила історичні регіони: Каммінське єпископство, повіт Наугард, Шлаве-Штольпинську землю, а також мала зв'язки з Лемборсько-Битувською землею. Після бранденбурзько-шведського поділу Померанії Задня Померанія стала Бранденбурзько-прусською провінцією Померанія (1653–1815). Після реорганізації прусської провінції Померанія в 1815 році Задня Померанія управлялася як Урядовий округ Кеслін. До закінчення Другої світової війни в 1945 році провінція Померанія була розділена на три адміністративні райони: Кеслін, Штеттін і Штральзунд. Задня Померанія складалася з адміністративного району Кеслін і більшої частини адміністративного району Штеттін.
Після поразки Німеччини у Другій світовій війні регіон став частиною Польщі. Німецьке населення депортували згідно Потсдамської угоди● та замінено польськими громадянами, багато з яких також були вигнанцями.
До 1999 року Щецинське воєводство (1975—1998) та його частини Кошалінське воєводство (1950–1998) та Слупське воєводство (1975–1998) приблизно нагадували територію колишньої Задньої Померанії. Щецинське та Кошалінське воєводства об'єднали в 1999 році і тепер утворюють Західнопоморське воєводство, тоді як Слупське воєводство приєднано до Поморського воєводства.
Основними містами Померанії були Слупськ, Кошалін, Старгард, Колобжег, Щецін.

## Географія
Задня Померанія характеризується сформованими у льодовиковий період моренними ландшафтами, озерами, річками, пологими пагорбами та густими хвойними лісами. Її західна частина, з Пирицькою житницею, є надзвичайно родючим сільськогосподарським регіоном.
Транспортні шляхи між Щецином та Гданськом пролягають у внутрішніх районах узбережжя Балтійського моря.

## Історія
Східна Померанія була частиною території розселення поморян. Після військових кампаній, спрямованих на підкорення та християнізацію, вся Померанія неодноразово потрапляла під владу польської династії П'ястів з 995 року. Польський суверенітет закінчився близько 1135 року. Спочатку слов'янські Грифичі (починаючи з Вартислава I) були герцогами Померанії до 1637 року.  З наданням герцогу Богуславу I Померанському імперського лену в Любецькому таборі в 1181 році, вони стали князями Священної Римської імперії. Вони вербували німецьких поселенців для колонізації своїх земель, так що в XIII столітті спочатку частини країни на захід від Одера, а пізніше й східні частини, стали частиною німецької території розселення. Решта слов'янського населення з часом була значною мірою германізована.
Багато дворянських родин Померанії, які проживали там до свого вигнання після 1945 року, мають слов'янське коріння, наприклад, родини фон Ціцевіців або фон Борке. Лише у східній Померанії слов'янська група населення, кашуби, збереглася до сучасності. Їхня асиміляція з XVIII століття призвела, залежно від конфесії церкви, до якої вони приєдналися, або до германізації (протестантська церква), або до полонізації (католицька церква). У 1905 році серед 1 684 326 мешканців провінції Померанія у східній Померанії, на кордоні із Західною Пруссією, було 14 162 мешканців, рідною мовою яких була польська, та 310, рідною мовою яких була кашубська.
У 1295 — 1464 роках південно-західна Задня Померанія (весь регіон на південний захід від річки Ігна) належала до герцогства Померанія-Штеттін. У цей період інші території належали герцогству Померанія-Вольгаст, від якого наприкінці XIV століття відокремилося герцогство Померанія-Вольгаст-Штольп. Території по обидва боки нижньої течії річки Персанте, включно з містами Кольберг і Кеслін, з кінця XIII століття по суті утворювали Каммінське абатство, світське володіння єпископа Камміна.
Після тимчасового об'єднання різних частин країни під керівництвом герцога Богуслава X, який правив в 1474 — 1523 роках, його наступники тимчасово розділили країну в 1532 році, а остаточно в 1541 році на герцогство Вольгаст і герцогство Штеттін, які возз'єдналися лише за останнього герцога, Богуслава XIV, в 1625 році. Цього разу Штеттінське підгерцогство включало переважно території на схід від Одру, які з 1466 року були розширені за рахунок Лемборсько-Битувської землі на сході. Останні, однак, лежали за межами Священної Римської імперії і спочатку були заставою, а з початку XVI століття - леном польської корони. Після Реформації Каммінське абатство з 1556 року стало другим у черзі померанським герцогством. У 1648 році, в результаті Вестфальського миру, Задня Померанія, спочатку за винятком смуги на східному березі Одера та Дівенова, увійшла до складу Бранденбурга-Пруссії та залишалася в складі прусської держави як частина провінції Померанія в 1815 — 1945 роках.
У березні 1945 року Червона Армія захопила Задню Померанію та передала її під управління Польської Народної Республіки. У серпні 1945 року західні союзники підтвердили цей адміністративний захід у Потсдамській угоді. Після 1945 року Східну Померанію заселяли переважно поляки з центральної Польщі або з Кресів . Деякі з останніх були вигнані з колишніх польських східних територій у 1944 — 1946 роках або добровільно переселилися. В рамках операції «Вісла» також були переселені українці з районів на захід від лінії Керзона.
Недоторканність демаркації кордону була гарантована НДР у Герліцькій угоді від 6 липня 1950 року, Федеративною Республікою Німеччина з урахуванням застережень у Варшавському договорі від 7 грудня 1970 року та об'єднаною Німеччиною у 1990 році в договорі «Два плюс чотири», а також у німецько-польському договорі про кордон за умови майбутнього мирного врегулювання.